# كي هايروز
كي هايروز (باليابانية: 廣瀬慧) هو لاعب كرة قدم ياباني، ولد في 20 نوفمبر 1995 في اليابان. لعب مع FC Kray ‏.

## وصلات خارجية
- كي هايروز على موقع قاعدة بيانات كرة القدم.إي يو (الإنجليزية)
- كي هايروز على موقع Soccerway.com (الإنجليزية)
- كي هايروز على موقع عالم كرة القدم.نت (الإنجليزية)